# Johan Tollebeek
Johan (Jo) Tollebeek (Mechelen, 3 oktober 1960) is een Belgisch hoogleraar geschiedenis aan de Katholieke Universiteit Leuven.

## Loopbaan
Hij studeerde middeleeuwse geschiedenis en filosofie. Sinds 1985 was hij aspirant van het FWO-Vlaanderen. Tollebeek werd in februari 1989 doctor in de geschiedenis. Promotor was Lode Wils, co-promotor Reginald De Schryver. Zijn proefschrift De toga van Fruin. Denken over geschiedenis in Nederland (1860-1960) werd een jaar later gepubliceerd. Hij was van 1992 tot 1996 werkzaam aan de Rijksuniversiteit Groningen.
Vanaf 1996 is hij verbonden aan de K.U.Leuven (sinds 2003 als gewoon hoogleraar), waar hij tot 2011 de onderzoekseenheid Cultuurgeschiedenis vanaf 1750 coördineerde en vakken als Geschiedenis van de geschiedschrijving en Geschiedenis van de Nederlanden doceert. Hij was gasthoogleraar aan de University of Pennsylvania, titularis van de Francqui-Leerstoel aan de Universiteit Antwerpen en fellow van de Koninklijke Bibliotheek in Den Haag en het Netherlands Institute for Advanced Study in the Humanities and Social Sciences. Tollebeek is lid van de Koninklijke Commissie voor Geschiedenis en buitenlands lid van de Koninklijke Nederlandse Akademie van Wetenschappen.
Hij publiceert op het terrein van de geschiedenis van de geschiedschrijving en van de historische cultuur in het negentiende- en twintigste-eeuwse Europa en over universiteitsgeschiedenis. Tot zijn recente publicaties behoren De stad op de berg. Een geschiedenis van de Leuvense universiteit sinds 1968 (2005, met Liesbet Nys en anderen, ook in het Engels) en Fredericq & Zonen. Een antropologie van de moderne geschiedwetenschap (2008) en Mannen van karakter. De wording van de moderne geesteswetenschap (2011, ook in het Engels). Hij was hoofdredacteur van België, een parcours van herinnering, een tweedelige inventaris van de Belgische lieux de mémoire (2008).
Op 18 mei 2015 werd hij verkozen als decaan van de Faculteit Letteren van de KU Leuven. Vanaf 1 augustus 2015 is hij in functie.
Op 24 mei 2019 raakte bekend dat hij werd herverkozen als decaan.
Op 5 juli 2021 leverde hij zijn mandaat in, naar verluidt voor een publicatieproject. 

## Selectieve bibliografie
- ANKERSMIT, F., KRUL, W. en TOLLEBEEK, J. red., Romantiek en historische cultuur, Groningen, 1996.
- NYS, L. en TOLLEBEEK, J., De stad op de berg. Een geschiedenis van de Leuvense universiteit sinds 1968, Leuven, 2008.
- TOLLEBEEK, J. en VERSCHAFFEL, T., De vreugden van Houssaye. Apologie van de historische interesse, Amsterdam, 1992.
- TOLLEBEEK, J., De ekster en de kooi. Nieuwe opstellen over de geschiedschrijving, Amsterdam, 1993.
- TOLLEBEEK, J., De ijkmeesters. Opstellen over de geschiedschrijving in Nederland en België, Amsterdam, 1994.
- TOLLEBEEK, J., De toga van Fruin. Denken over geschiedenis in Nederland sinds 1860, 2de uitg., Amsterdam, 1996.
- TOLLEBEEK, J., De ziel in de fabriek. Over de arbeid van de historicus, Amsterdam, 1998.
- TOLLEBEEK, J., VERSCHAFFEL, T. en WESSELS L. red., De Palimpsest. Geschiedschrijving in de Nederlanden, 1500-2000, 2 dln., Hilversum, 2002.
- TOLLEBEEK, J. red., België, een parcours van herinnering, 2 dln., Amsterdam, 2008.
- TOLLEBEEK, J., Fredericq & zonen. Een antropologie van de moderne geschiedwetenschap, Amsterdam, 2008.
- TOLLEBEEK, J. en TE VELDE, H. red., Het geheugen van de Lage Landen, Rekkem, 2009.
- TOLLEBEEK, Jo, BOONE, Marc, VAN NIEUWENHUYSE, Karel, De canon van Vlaanderen. Motieven en bezwaren, 2022.

- Biblioteca Nacional de España: XX5230514
- Bibliothèque nationale de France: cb12267877h (data)
- Digitale Bibliotheek voor de Nederlandse Letteren: toll011
- Gemeinsame Normdatei: 172419107
- International Standard Name Identifier: 0000 0000 6150 4836
- Library of Congress Control Number: n92119846
- Nationale Bibliotheek van Tsjechië: jo2013793668
- Nationale Bibliotheek van Israël: 987007518845705171
- Nederlandse Thesaurus van Auteursnamen: 073644226
- Système universitaire de documentation: 031468578
- Virtual International Authority File: 279684147
- WorldCat: E39PBJg4pgFv7FbRCRBwBPBMfq